# Skadovsk
Skadovsk (tiếng Ukraina: Скадовськ) là một thành phố của Ukraina. Thành phố này thuộc tỉnh Kherson. Thành phố này có diện tích ? km2, dân số theo điều tra dân số năm 2001 là 19641 người.